# Академические экспедиции

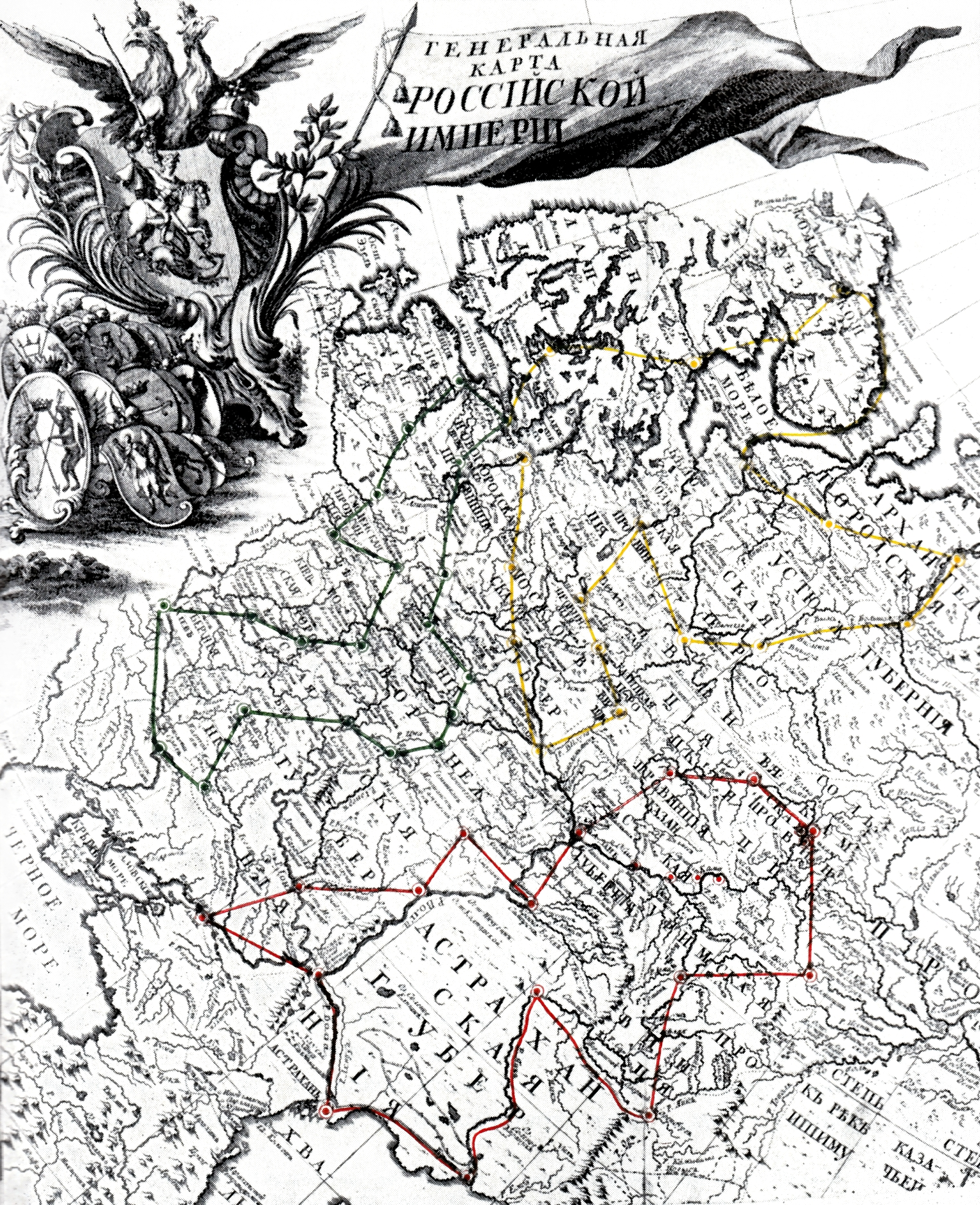
Маршруты академических экспедиций намеченные М. В. Ломоносовым в 1760 г.

Академические экспедиции — комплексные научные экспедиции по изучению и описанию природы и народов России (естествознание и экономика), организованные по инициативе и плану М. В. Ломоносова Императорской академией наук и художеств в Санкт-Петербурге начиная с XVIII века.

## Первая экспедиция
Первой Академической экспедицией называют деятельность Академического отряда во время Великой Северной экспедиции (1733—1743).
В ходе неё исследованию и картографированию были подвергнуты Аляска, Алеутские острова, тихоокеанские берега и другие земли.
- С. П. Крашенинников исследовал Камчатку,
- Г. Ф. Миллер и И. Г. Гмелин собрали сведения об истории, географии, этнографии, флоре и фауне Сибири.

## Вторая серия экспедиций

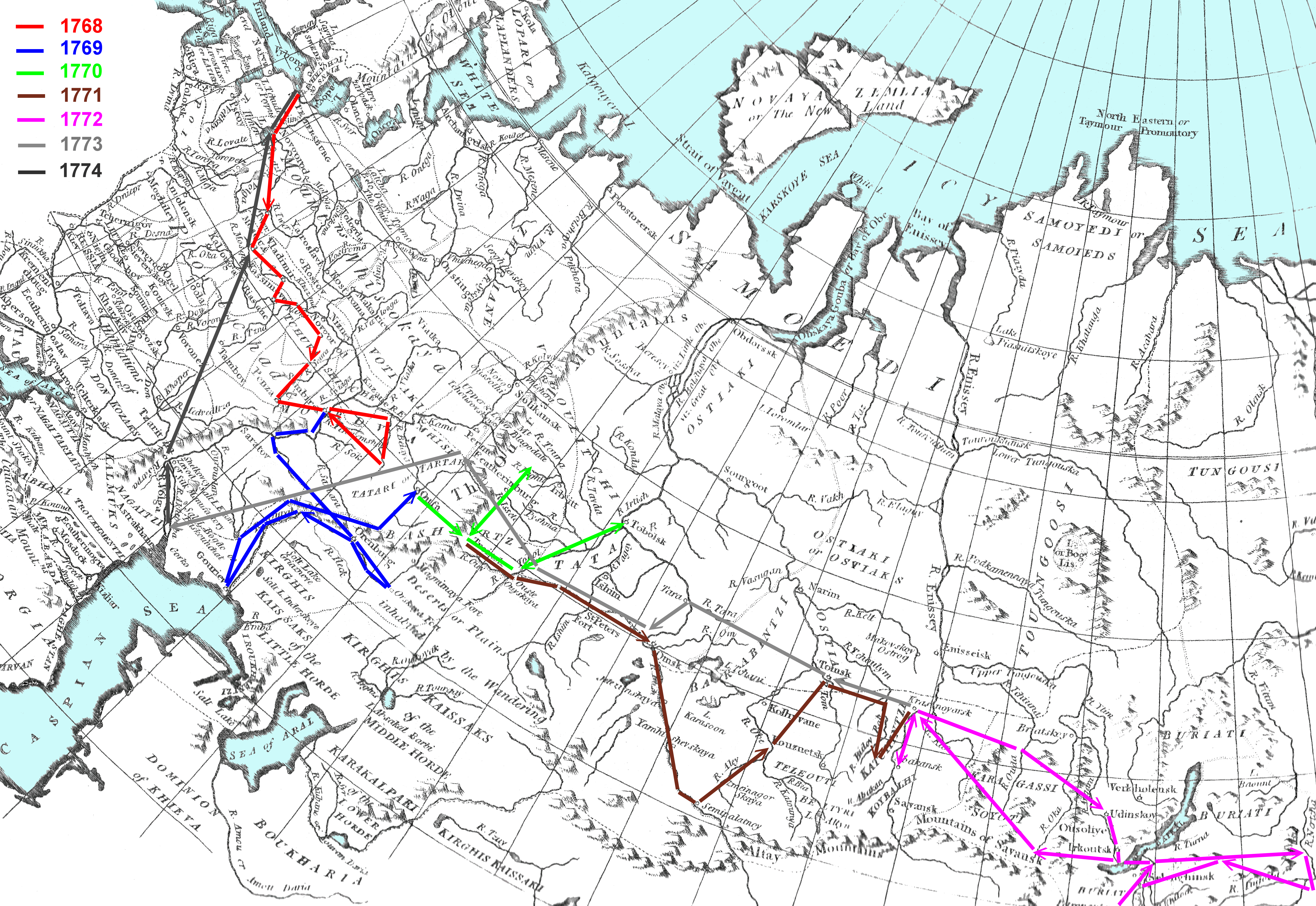
Маршруты экспедиции.
Передвижение П. С. Палласа по годам

В 1768—1774 годах, в продолжении программы М. В. Ломоносова (1711—1765), был проведён ряд научных описательных экспедиций снаражённых Императорской академией наук и художеств в Санкт-Петербурге, цель которых — всестороннее изучение России.
В экспедиции было пять отрядов под руководством П. С. Палласа, ими руководили:
1. Паллас, Петер Симон (самостоятельные исследования и встречи с другими отрядами)
2. Лепёхин, Иван Иванович
3. Георги, Иоганн Готлиб и Гюльденштедт, Иоганн Антон
4. Гмелин, Самуил Готлиб
5. Фальк, Иоганн Петер.

Были исследованы: Европейская Россия, Поволжье, Урал, Кавказ, Прикаспий, Западная Сибирь и Восточная Сибирь, опубликованы первые научные описания этих регионов на европейских языках, которые до сих пор актуальны.